# La Chapelle-Rainsouin
Chapelle-Rainsouin – miejscowość i gmina we Francji, w regionie Kraj Loary, w departamencie Mayenne.
Według danych na rok 1990 gminę zamieszkiwało 216 osób, a gęstość zaludnienia wynosiła 12 osób/km² (wśród 1504 gmin Kraju Loary Chapelle-Rainsouin plasuje się na 1046. miejscu pod względem liczby ludności, natomiast pod względem powierzchni na miejscu 644.).